# Armorial des comtes et marquis de Provence
Cette page constitue un armorial des comtes et des marquis de Provence : elle donne les armoiries (figures et blasonnements) des différentes personnalités qui ont porté ce titre.
Boson, comte d'Arles (949) devient le premier comte de Provence. Il a avec Constance de Provence deux fils : 
- Rotbald (Roubaud) († 1008), Marquis de Provence à la mort de son frère;
- Guillaume dit le Libérateur (†993) , né vers 950 et mort après le 29 août 993, comte d'Arles et de Provence puis marquis de Provence en 975.

De là date la division en deux branches, qui portent toutes les deux le titre de comte (ou de marquis) de Provence.

## Branche aînée
| Figure | Nom du prince et blasonnement |
| ------ | --- |
|        | Les comtes de Toulouse portent le titre de Marquis de Provence (vers 1085-1105) à partir de l'union d'Emma, comtesse de Provence, et de Guillaume III de Toulouse. Emma de Provence étant l'héritière de la branche aînée (celle de Rotbald) elle apporte donc avec elle le titre de Marquis de Provence. - Raymond IV de Saint-Gilles († 1105), comte de Toulouse et de Tripoli, marquis de Provence, neveu et gendre du précédent et d'Almodis de la Marche, marié à Ne de Toulouse, fille d'un comte de Provence (Bertrand Ier ou Geoffroy), puis à Mahaut de Hauteville, fille de Roger Ier de Sicile, et enfin à Elvire de Castille. - Bertrand III († 1112), marquis de Provence, comte de Toulouse et de Tripoli, fils du précédent. - Alphonse Ier Jourdain, marquis de Provence, comte de Toulouse, (1103 † 1148), fils de Raymond et d'Elvire de Castille, marié en 1125 avec Faydide d'Uzès. - Raymond V de Toulouse († 1194), marquis de Provence, comte de Toulouse, fils du précédent, marié à Constance de France. - Raymond VI de Toulouse († 1222), marquis de Provence, comte de Toulouse, fils du précédent. - Raymond VIII de Toulouse († 1249), marquis de Provence, comte de Toulouse, fils du précédent. - À la mort de Jeanne de Toulouse, fille du précédent, le titre de Marquis de Provence est rattaché à la couronne de France de Philippe III le Hardi. Les marquis de Provence portent sur leurs armoiries la croix de Provence (qui deviendra la croix de Toulouse, puis du Languedoc). de gueules à la croix cléchée, vidée et pommetée de douze pièces d'or. |

## Branche cadette

### Maison de Barcelone

#### Première branche de Provence
| Figure | Nom du prince et blasonnement |
| ------ | --- |
|        | Bérenger-Raimond de Provence, fils de Raimond-Bérenger III de Barcelone, hérite de par sa mère Douce de Gévaudan des droits de la lignée cadette (celle de Guillaume le Libérateur). À sa mort, son fils Raimond-Bérenger II de Provence lui succède, après une régence de Raimond-Bérenger II (comte de Barcelone). À la mort de Raimond-Béranger II, sa fille Douce II de Provence lui succède, mais est spoliée par son cousin, Alphonse II. d'or à trois pals de gueules. |

#### Branche aînée d'Aragon
| Figure | Nom du prince et blasonnement |
| ------ | --- |
|        | Alphonse Ier de Provence, comte de Provence et de Barcelone, devient par la suite roi d'Aragon sous le nom d'Alphonse II. Il laisse le comté de Provence à son frère Pierre, qui règne sous le nom de Raimond-Bérenger III de Provence en 1173. À la mort de ce dernier, Alphonse d'Aragon récupère le comté. d'or à quatre pals de gueules. |

#### Seconde branche de Provence
| Figure | Nom du prince et blasonnement |
| ------ | --- |
|        | Alphonse II de Provence, fils cadet d'Alphonse Ier, devient comte de Provence en 1196. Il épouse Garsende de Sabran, comtesse de Forcalquier. Ce mariage permet à leurs fils Raimond-Bérenger V de réunir les deux comtés rivaux. Ce dernier épouse Béatrice de Savoie. Ils auront quatre filles, qui deviendront quatre reines. Béatrice de Provence, fille du précédent, comtesse de Provence et de Forcalquier (à la mort de son père en 1245, puis reine de Naples et de Sicile par son mariage avec Charles Ier d'Anjou. d'or à quatre pals de gueules,. |

### Maison d'Anjou

#### Première Maison d'Anjou
| Figure | Nom du prince et blasonnement |
| ------ | --- |
|        | Charles Ier d'Anjou, comte d’Anjou et du Maine, frère de Saint Louis. Comte de Provence par son mariage avec Béatrice de Provence il devient ensuite roi de Naples et de Sicile. Son fils Robert le sage lui succède en 1309. Il épouse Yolande d'Aragon puis Sancia de Majorque. Jeanne Ire de Naples dite "la reine Jeanne", fille de Charles de Calabre succède à son grand-père en 1343. d'azur semé de lys d'or, chargé d'un lambel de gueules (de 1246 à 1277), puis Parti à dextre d'azur semé de lys d'or, chargé d'un lambel de gueules (d'Anjou-Sicile) et à senestre d'argent à une croix potencée d'or (de Jérusalem) (à partir de 1277). |

#### Deuxième Maison d'Anjou
| Figure | Nom du prince et blasonnement |
| ------ | --- |
|        | Louis Ier d'Anjou, deuxième fils de Jean II le Bon, comte de Poitiers, d'Anjou et du Maine puis duc d'Anjou. Reconnu par la reine Jeanne comme son héritier il hérite à sa mort de ses titres : roi titulaire de Naples, comte de Provence et de Forcalquier et roi titulaire de Jérusalem. Il épouse Marie de Blois. Leur fils Louis II d'Anjou succède à son père comme duc d'Anjou, roi de Sicile et comte de Provence et de Forcalquier en 1384. Il épouse Yolande d'Aragon. Leur fils Louis III d'Anjou succède à son père en 1417. Il épouse Marguerite de Savoie. Parti à dextre d'azur à trois fleurs de lys d'or (de France) et à senestre mi-parti d'azur semé de lys d'or et au lambel de gueules (d'Anjou-Sicile). |
|        | René Ier d'Anjou dit "le Bon Roi René", frère de Louis III d'Anjou (mort sans héritier) et fils de Louis II d'Anjou. Il était seigneur puis comte de Guise, duc de Bar. Par son premier mariage avec Isabelle Ire de Lorraine il était également duc consort de Lorraine et devient en 1434 duc d'Anjou, comte de Provence et de Forcalquier, comte de Piémont, comte de Barcelone, roi de Naples, roi titulaire de Jérusalem, roi titulaire de Sicile. Veuf, il épouse en secondes noces en 1454 Jeanne de Laval. En 1466 il devient roi d'Aragon. en 1435 : coupé et tiercé en pal, en 1 fascé de gueules et d'argent, en 2 d'azur semé de lys d'or et au lambel de gueules, en 3 d'argent à la croix potencée d'or, cantonnée de quatre croisettes du même, en 4 d'azur semé de lys d'or et à la bordure de gueules, en 5 d'azur semé de croisettes d'or et aux deux bar d'or et en 6 d'or à la bande de gueules chargé de trois alérions d'argent. en 1443 : coupé et tiercé en pal, en 1 fascé de gueules et d'argent, en 2 d'azur semé de lys d'or et au lambel de gueules, en 3 d'argent à la croix potencée d'or, cantonnée de quatre croisettes du même, en 4 d'azur semé de lys d'or et à la bordure de gueules, en 5 d'azur semé de croisettes d'or et aux deux bar d'or et en 6 d'or à la bande de gueules chargé de trois alérions d'argent. Sur le tout d'or aux quatre pals de gueules. en 1453 : coupé le chef tiercé en pal, en 1 fascé de gueules et d'argent, en 2 d'azur semé de lys d'or et au lambel de gueules, en 3 d'argent à la croix potencée d'or, cantonnée de quatre croisettes du même et la pointe parti d'azur semé de lys d'or et à la bordure de gueules, et d'azur semé de croisettes d'or et aux deux bar d'or. Sur le tout d'or aux quatre pals de gueules. en 1470 : écartelé en sautoir, en 1 d'azur semé de lys d'or et au lambel de gueules, en 2, fascé de gueules et d'argent, en 3 d'argent à la croix potencée d'or, cantonnée de quatre croisettes du même, en 4 d'azur semé de croisettes d'or et aux deux bar d'or. Sur le tout d'azur à trois fleurs de lys d'or et à la bordure de gueules. |
|        | Charles III de Provence, fils de Charles IV du Maine, neveu de René Ier, hérite de son oncle en 1480. À sa mort l'année suivante, le roi de France Louis XI annexe la Provence, écartant René II de Lorraine, petit-fils de René Ier. écartelé en I et IV tiercé en pal en 1 fascé de gueules et d'argent, en 2 d'azur semé de lys d'or et au lambel de gueules, en 3 d'argent à la croix potencée d'or et en II et III d'azur semé de lys d'or et à la bordure de gueules ; sur le tout d'or aux quatre pals de gueules. |

## Maison de Bourbon
| Figure | Nom du prince et blasonnement |
| ------ | --- |
|        | Louis-Stanislas-Xavier de France, fils de Louis de France, dauphin du Viennois. Le prince reçoit en apanage le comté de Provence dès sa naissance par son grand-père Louis XV. Sous le règne de son frère Louis XVI, le comte de Provence est appelé « Monsieur », mais il est mieux connu sous son nom de règne de Louis XVIII qu’il prend officiellement de 1814 à 1824. D'azur à trois fleurs de lys d'or, à la bordure dentelée de gueules. |